# Llau de les Collades de Dalt
La llau de les Collades de Dalt és una llau del terme de Conca de Dalt, al Pallars Jussà, dins de l'antic terme d'Hortoneda de la Conca, en l'àmbit de l'antiga caseria d'Herba-savina.
Es forma a la collada de Gassó, des d'on davalla cap al nord travessant tota la partida de les Collades de Dalt, a llevant de la serra de Montagut. En arribar al Forat Roi es transforma en la llau de Forat Roi.